# 坎内托-迪卡罗尼亚火灾

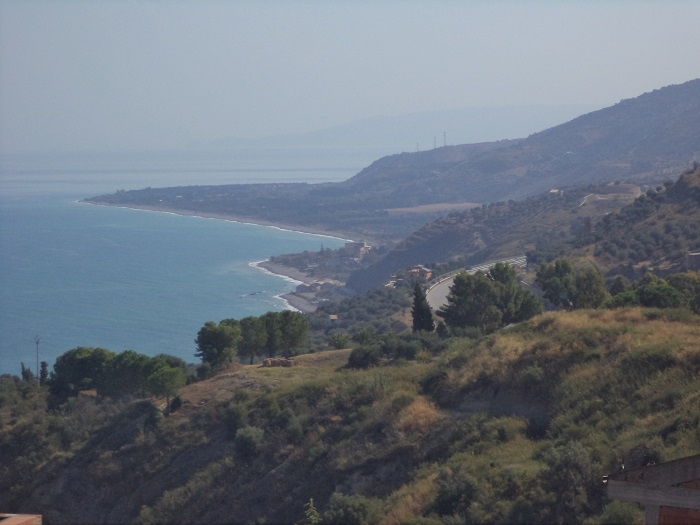
坎内托-迪卡罗尼亚

坎内托-迪卡罗尼亚火灾是指2004-2005年于西西里岛坎内托-迪卡罗尼亚的村庄发生的一系列诡异的火灾事件。但大众对火灾的原因众说纷纭，其结论甚至包括未知天气现象、超自然现象或秘密军事技术实验。2004年，一个由科学家组成的调查小组在调查事件后仍然无法给出合理的解释。

## 2003年-2004年发生的火灾事件
坎内托-迪卡罗尼亚是西西里岛上的一个有着150人居住的村庄。
事件起初源于2003年12月23日位于Via Mare村的Antonino Pezzino家中，据报道Pezzino家中的电视机突然发生了爆炸。类似的故障事故还出现在保险丝盒、空调、厨房用具、电脑和汽车电子门锁，据称，大火还烧毁了他的结婚礼物和一件家具。在事件里至少有一个人直接目击到未通电的电缆突然燃烧。
2004年2月9日，Via Mare街道上的的两所房子突发大火被烧毁。Spinnato市长紧急发布命令，将Via Mare村的39名居民从家中疏散到镇上唯一的酒店。意大利国家电力公司(ENEL)切断了该镇的电力供应，但火灾事件并没有因此停止。从1月到3月期间，总共收到了92起火灾报警。
2月11日，当地检察官宣布对火灾事件进行调查。3月16日，火灾再次发生，据报道调查人员亲眼目睹了罗盘、电子车锁和手机出现故障。
4月，政府成立了一个跨学科研究调查小组，由西西里负责民事保护的Francesco Venerando Mantegna负责带队。据报道，该调查小组得到了意大利武装部队、警察和公共事业部门的广泛支持和合作。Venerando的团队发现当地出现了异常的“电磁活动”和一些无法解释的光源，他们在报告里还称发现了一架据称经历了旋翼异常损坏的直升机。在美国宇航局物理学家的支持下，国家研究委员会（意大利）的科学家也参与了对事件的调查。
2004年6月，居民们返回了他们在Via Mare村的家中。
对这些事件的解释从普通纵火到超自然各种原因皆有，而公众将起火事件归咎于恶作剧者、鬼魂或不明飞行物。2007年有人提出，这种现象是由间歇性的电磁辐射造成的。2008年6月24日，经指定专家进一步调查后，米斯特雷塔检察官驳回了该案。检察官的结论是，事件中的起火皆属于纵火案，尽管检察官没有指明这些纵火案的犯罪嫌疑人是谁。

## 2014年-2015年发生的火灾事件
2014年中，神秘火灾再次发生。2015年3月5日，警方逮捕并起诉了26岁的Giuseppe Pezzino，罪名是纵火、诈骗以及与神秘火灾有关的謊報案件。他的父亲安东尼诺·佩兹诺也被牵连其中。2014年7月火灾再次发生后，意大利卡宾枪骑兵在街道上安装了針孔監視器，影片捕捉到了约40起涉及Giuseppe Pezzino(偶尔也拍到了安东尼诺)的犯罪行为，警方后来还通过电话监听收集了进一步的证据。

## 流行文化
美国电视节目《无法解释的档案》对火灾进行了特别报道。2019年，《未知身份: 美国不明飞行物内幕调查》节目也特别报道了这场火灾。